# Comuna Murighiol, Tulcea
Murighiol este o comună în județul Tulcea, Dobrogea, România, formată din satele Colina, Dunavățu de Jos, Dunavățu de Sus, Murighiol (reședința), Plopul, Sarinasuf și Uzlina. Numele provine de la cel al satului de reședință, este de origine turcă și înseamnă lacul vânăt, probabil datorită culorii cenușii pe care o capătă uneori apele lacului din apropierea satului. Este cea mai întinsă comună din România.  Suprafața comunei este de 84046 ha, din care intravilan 792 ha și restul de 83254 ha este extravilan, majoritatea acoperind zone vaste din Delta Dunării.
O necropolă descoperită pe teritoriul satului ascundea urme de locuire getică (sec. IV î.Hr.), iar dacă ținem cont și de așezarea romană de la Colina (sec. II-III d.Hr.), putem vorbi de continuitatea locuirii în antichitate. Ruinele cetății Halmyris, din sec. I-IV d.Hr. sunt o altă mărturie în acest sens. De numele acestei cetăți se leagă și sfârșitul tragic al primilor martiri creștini cunoscuți în Dobrogea, preotul Epictet și tânărul său discipol Astion. În jurul anului 290 d.Hr., cei doi propovăduiau noua religie pe aceste meleaguri, căzând victime intoleranței împăratului Dioclețian.
La începutul sec. XIX satul era locuit de turci și tătari, cei din urmă menționați după 1856-57. Este vorba de refugiații de frica rușilor, după războiul Crimeei. După războiul de independență, locul lor a fost luat, treptat, de cazacii ucrainieni proveniți din Caraorman și Uzlina, datorită inundațiilor care au afectat satele deltei în acea perioadă. Ulterior au poposit aici și alte familii de ucraineni.
În 1883 s-au construit primăria și biserica, iar un an mai târziu școala. În 1896 satul era locuit de 692 ucrainieni și 102 tătari și dispunea de o școală și de o biserică.
Între 13 octombrie 1983 și 20 mai 1996 satul a purtat numele de Independența.
Este cea mai întinsă comună din România. Suprafața comunei este de 84046 hectare, din care intravilan 792 ha și restul de 83254 ha este extravilan, majoritatea acoperind zone vaste din Delta Dunării. Populația comunei este de 3876 locuitori, împărțiți în 1493 gospodării.
Pe teritoriul comunei funcționează 5 școli și 5 grădinițe aflate în satele  Murighiol (Sărăria), Dunăvățu de Sus (Bârleni), Plopu, Sarinasuf (Fundea) și Colina.
Activități specifice zonei: agricultură, pescuit, turism, agroturism, comerț
Activități economice principale: prelucrarea peștelui și turismul
Obiective turistice: Delta Dunării - Rezervația de biosferă a Deltei Dunarii, Complexul limanelor Razelm-Sinoe, Cetatea Halmyris, satul Uzlina, pescăria Ciotica.
Evenimente locale: pe 8 iulie - Sfinții Epictet și Astion.

## Demografie
Componența etnică a comunei Murighiol
     Români (82,66%)
     Ucraineni (5,24%)
     Alte etnii (12,1%)
Componența confesională a comunei Murighiol
     Ortodocși (87,63%)
     Alte religii (0,88%)
     Necunoscută (11,49%)
Conform recensământului efectuat în 2021, populația comunei Murighiol se ridică la 2.959 de locuitori, în scădere față de recensământul anterior din 2011, când fuseseră înregistrați 3.217 locuitori. Majoritatea locuitorilor sunt români (82,66%), cu o minoritate de ucraineni (5,24%). Din punct de vedere confesional, majoritatea locuitorilor sunt ortodocși (87,63%), iar pentru 11,49% nu se cunoaște apartenența confesională.

## Politică și administrație
Comuna Murighiol este administrată de un primar și un consiliu local compus din 13 consilieri. Primarul, Alexandru Ignat[*], de la Partidul Social Democrat, este în funcție din 1 noiembrie 2024. Începând cu alegerile locale din 2024, consiliul local are următoarea componență pe partide politice:

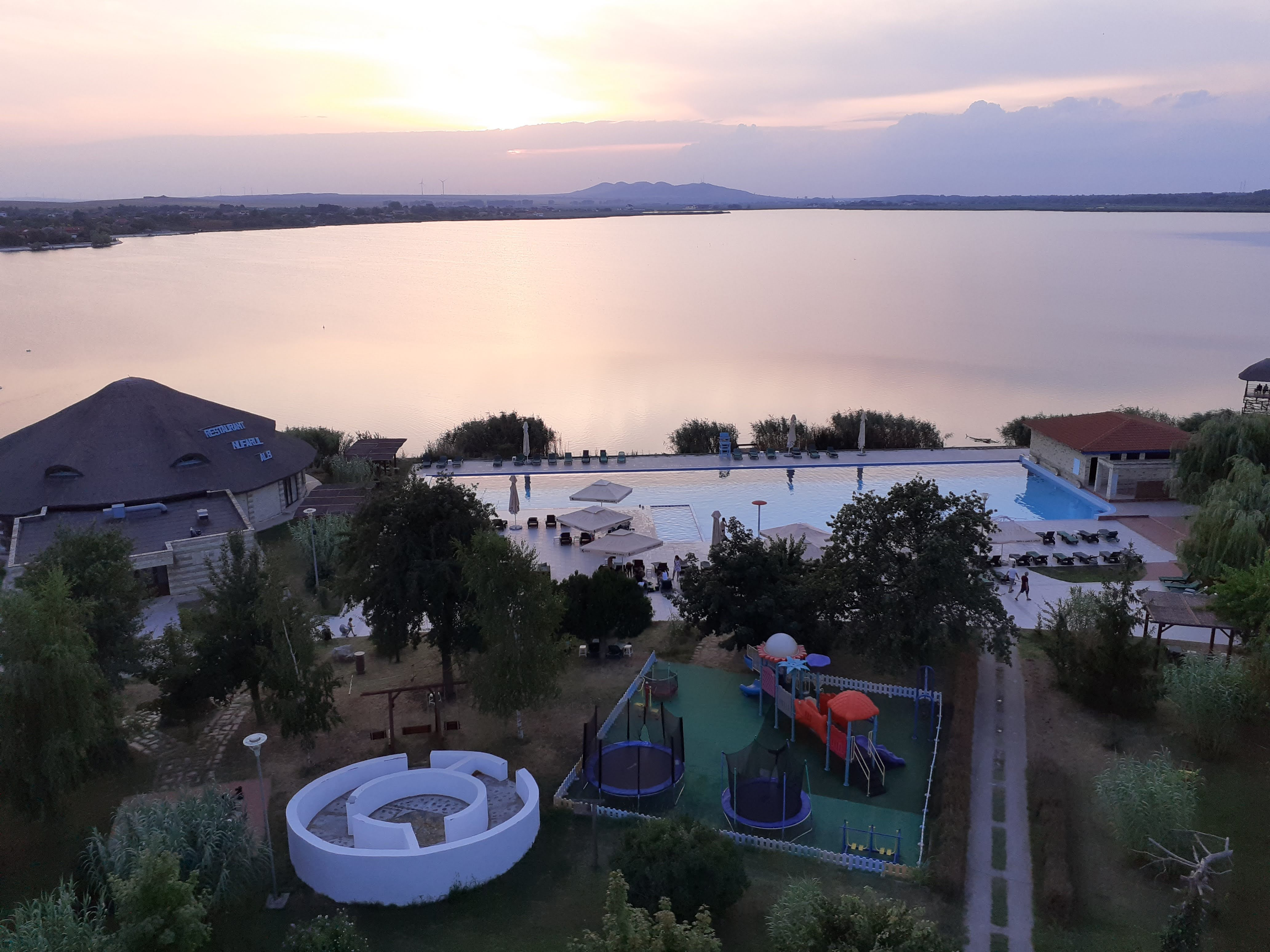
Lacul Murighiol - vedere de sus

|  | Partid                          | Consilieri | Componența Consiliului | Componența Consiliului | Componența Consiliului | Componența Consiliului | Componența Consiliului |
|  | ------------------------------- | ---------- | ---------------------- | ---------------------- | ---------------------- | ---------------------- | ---------------------- |
|  | Partidul Social Democrat        | 5          |                        |                        |                        |                        |                        |
|  | Partidul Național Liberal       | 5          |                        |                        |                        |                        |                        |
|  | Alianța Dreapta Unită           | 2          |                        |                        |                        |                        |                        |
|  | Alianța pentru Unirea Românilor | 1          |                        |                        |                        |                        |                        |